# 2-butil-1,3-propanodiol
El 2-butil-1,3-propanodiol, 2-butilpropano-1,3-diol o 2-n-butilpropano-1,3-diol es un diol de fórmula molecular C7H16O2. Es isómero de posición del 1,7-heptanodiol y del prenderol, y, al igual que en este último, su cadena carbonada no es lineal.

## Propiedades físicas y químicas
El 2-butil-1,3-propanodiol es un líquido que tiene su punto de fusión a 15 °C y su punto de ebullición a 243 °C (89 °C a una presión de solo 13 mmHg).
Posee una densidad ligeramente inferior a la del agua, 0,947 g/cm³.
El logaritmo de su coeficiente de reparto, logP ≃ 0,90, conlleva una solubilidad bastante mayor en disolventes apolares que en agua.

## Síntesis y usos
El 2-butil-1,3-propanodiol puede prepararse por reducción de dietilmalonato de 2-butilo con LiAlH4.
Este diol se ha utilizado como intermediario en la fabricación de cristales líquidos con átomos de azufre. Así, se sustituyen uno o los dos grupos -OH por -SH mediante reacción con bromuro de hidrógeno y ácido sulfúrico concentrado, y posterior tratamiento con tiourea en trietilenglicol.
Puede usarse también en la producción de cristales líquidos aquirales que contengan flúor.
Asimismo, es producto intermedio en la síntesis de 3-alquil-tietanos: el ácido dioico se reduce al diol para luego ser clorado.
Otro empleo del 2-butil-1,3-propanodiol es en la síntesis de aminas lipófilas como la 2-butilpropano-1,3-diamina, a la que se llega a través de su conversión a éster de sulfonato y su sustitución con eilendiamina o azida de sodio.
Otros posibles usos del 2-butil-1,3-propanodiol es en la elaboración de polioles de ácido sulfónico —que pueden usarse como monómeros en la manufactura de diversas resinas— y como disolvente polihidroxílico inodoro para detergentes líquidos.
En otro orden de cosas, se ha investigado la oxidación asimétrica microbiana del 2-butil-1,3-propanodiol para conseguir una síntesis eficiente de los enantiómeros S- y R- del ácido 2-hidroximetilhexanoico (2-HMHA), compuesto útil como constituyente de un agente antibacteriano contra Staphylococcus aureus. Se ha encontrado que Acetobacter pasteurianus y Pseudomonas putida son los microorganismos que muestran una mayor actividad productora de S- y R-2-HMHA, respectivamente.